# 养源站
养源站（：／ Yangwon yeok */?）是京義·中央線沿線的一座地面車站，位於韓國首爾特別市中浪區忘憂洞。本站在東交站廢站的同時開設。

## 車站結構
站體為2面2線側式月台的地面車站，候車月台設有月台幕門。

### 月台配置
| ↑ 忘憂 |
| \| １  |
| 九里 ↓ |

| 月台 | 路線                   | 目的地                       |
| ---- | ---------------------- | ---------------------------- |
| 1    | ●首都圈電鐵京義·中央線 | 德沼、八堂、楊平、龍門方向   |
| 2    | ●首都圈電鐵京義·中央線 | 清涼里、回基、龍山、文山方向 |

## 歷史
- 2005年12月16日：落成啟用。

## 車站周邊
- 梨花女大附設傳媒高校
- 東元中學
- 松谷高校
- 松谷女子中學、高校
- 英蘭女子中學
- 首爾市北部醫院
- 中浪露營地（朝鲜语：중랑캠핑숲）
- 中浪區立草坪運動場

## 相鄰車站
韓國鐵道公社
●首都圈電鐵京義·中央線
中央線緩行
忘憂（K121）－養源（K122）－九里（K123）